# 活性氧化鋁

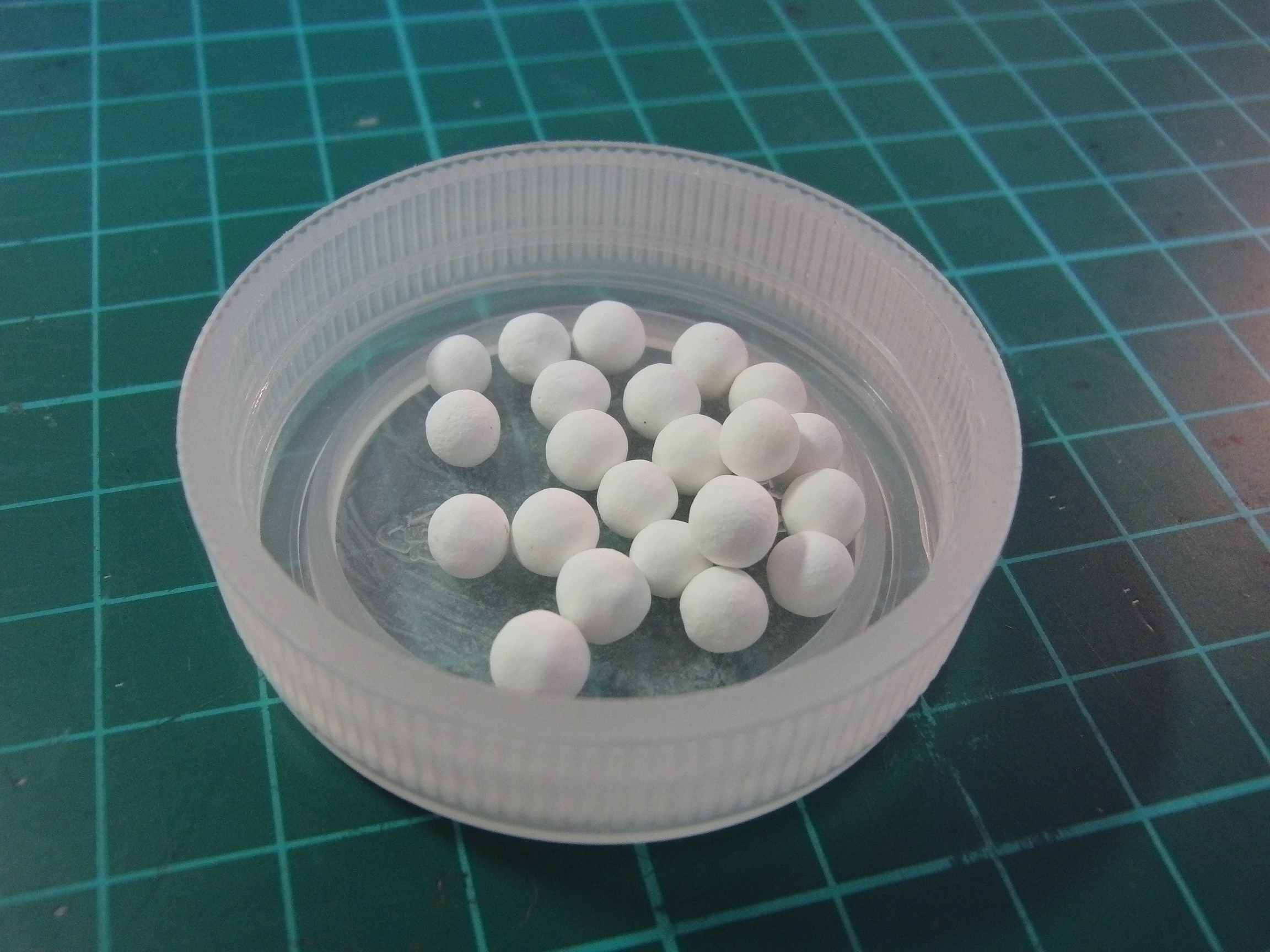
活性氧化鋁

活性氧化鋁(Activated aluminum oxide or activated alumina)又稱活性礬土或活性鋁氧。為高孔性或顆粒狀之氧化鋁體，具有吸收氣體、蒸氣及特定液體和水分之能力。與CaCl2、矽膠相比可說是更強勁的除水劑。使用過後可藉由加熱至170°C~300°C來做再生。吸附之再生可重複多次。 

## 製備
可藉由精確的溫控條件下加熱氫氧化鋁脫水製得。

## 應用
可應用在相當廣泛的領域，除了除水，尚可應用在如：空氣雜質的吸附、氣體的高階純化過程、或是石油產品中的脫硫，亦常用於管柱色層分析中的載體。

## 特性
吸水過程會放出一定的熱量。

## 資料來源
- 艾克密國際有限公司 （页面存档备份，存于）